# N-4
La N-4 (anteriormente N-IV), Carretera de Madrid a Cádiz,  es una carretera nacional perteneciente a la red radial de carreteras españolas. Su recorrido original era el de Madrid-Cádiz, actualmente se conserva el tramo comprendido entre Bellavista al aeropuerto de Jerez de la Frontera pasando por Dos Hermanas, con el kilometraje original y sin desdoblarse como A-4, a consecuencia que la AP-4 va paralela a ella. El resto de la ruta entre Madrid y Sevilla ha pasado a denominarse E-5 A-4; ciertos tramos existentes entre Jerez y Cádiz han sido renombrados como CA-31, CA-32 y CA-33. Su itinerario de referencia O/D es Toledo (La Guardia) / Cádiz (San Fernando).
Por otra parte, los tramos que atraviesan poblaciones ahora rodeadas por la autovía mantienen la denominación N-4A o N-4R  o bien han sido transferidos a los ayuntamientos convirtiéndose en una vía urbana más del municipio.

## Tramo existente entre Dos Hermanas y Jerez
El único tramo existente de la N-4 sin desdoblar es el tramo comprendido entre el aeropuerto de Jerez de la Frontera y Dos Hermanas, en las provincias de Cádiz y Sevilla. El tramo soporta un tráfico de 20 000 vehículos/día por 2016 y tiene buena visibilidad, con un firme en correcto estado pero tiene un índice de accidentalidad bastante importante. Entre 2001 y 2016 fallecieron 99 personas en la vía y 38 en la década 2008-2018. La intención del Gobierno era liberalizar el peaje de la autopista AP-4 entre Sevilla y Cádiz para desviar el tráfico de la carretera convencional a la vía rápida, fomentando la seguridad de los usuarios. Finalmente esta liberalización llegó en diciembre de 2019. Mientras tanto, el Ministerio de Fomento licitó una obra de desdoble para hacer más seguro el tramo de la N-4 situado entre los términos municipales de Dos Hermanas y Los Palacios y Villafranca, pues era una de las peticiones de los vecinos de ambas localidades. La obra estuvo parada en 2017, pero se reactivó previendo su inauguración a lo largo de 2019. El desdoble aún no se ha concluido, quedando 70 kilómetros entre Dos Hermanas y el aeropuerto de Jerez.
En los tramos de las provincias de Cádiz y Sevilla ya han sido sustituidas las antiguas etiquetas N-IV por las nuevas N-4 en los postes kilométricos y miriamétricos, aunque numerosos croquis y cartelones aún mantienen la nomenclatura antigua.

## La Nacional 4 en el cine
La película El puente de Juan Antonio Bardem, protagonizada por Alfredo Landa en 1977, recoge parte del recorrido de la carretera Nacional 4, así como aparecen planos de Ocaña y Santa Cruz de Mudela. Destaca la sustitución de la pintura amarilla, que delimita los sentidos, por la pintura blanca actual.